# Ло Пинь
Ло Пинь (кит. трад. 羅聘, упр. 罗聘, пиньинь Luó Pìn, 1733—1799) —  китайский художник времен империи Цин, представитель группы художников «Восемь чудаков из Янчжоу».

## Биография
Художник Ло Пинь Родился 1733 году в Янчжоу (провинция Цзянсу). Его семья происходила из провинции Аньхой. В 1734 году, когда мальчику был всего один год, он потерял отца, а потом и мать. С раннего мальчик — сирота был признан как талантливый поэт и получил признание в профессиональных художественных кругах своего родного города Янчжоу. Его псевдонимами в твореских работах были (兩峰; литературный «два пика») и (花之寺僧; литературный «Храм цветов»).
В 1752 году женился. В 1757 году становится учеником учеником известного художника по имени Цзинь Нун (1687—1763), под его руководством он разработал свой уникальный художественный стиль. 70-летний мастер Джин Нонг относился к Ло Пиню с большой симпатией, как к талантливому молодому человеку, который в свою очередь был вдохновлен эмоциональным и экспрессивным искусством своего наставника. Ло также рисовал картины для Джин Нонг, который подписывал их своим именем и продавал. После 6 лет этого тесного сотрудничества Джин Нонг умер. Ло Пинь похоронил своего учителя с таким почтением, как если бы это были похороны его собственного отца.
После смерти учителя в 1763 году Ло Пинь трижды бывал в Пекине, проведя там в общей сложности более двух десятков лет и заведя друзей из числа ученых мужей и чиновников. Отказался от государственной службы, зарабатывая на жизнь продажей картин.
В 1779 году на некоторое время переезжает в Нанкин. Впоследствии Ло Пинь много путешествовал в провинциях Чжэцзян, Хубэй, Хунань, Хэнань, Хэбэй и Шаньдун. Преклонные годы живописец провел в бедности в Пекине.
Скончался в 1799 году в городе Янчжоу.

## Творчество

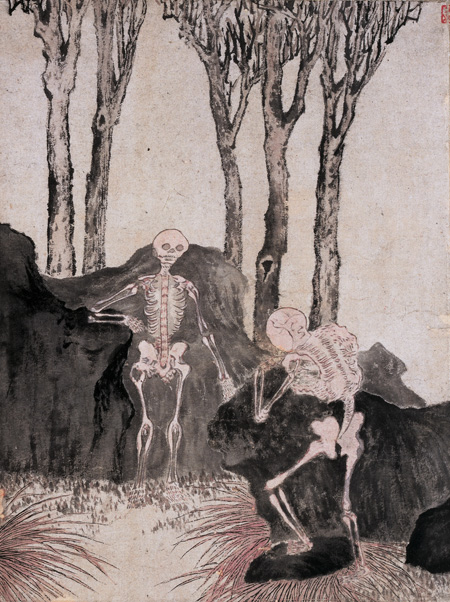
Цикл картин «Духи»

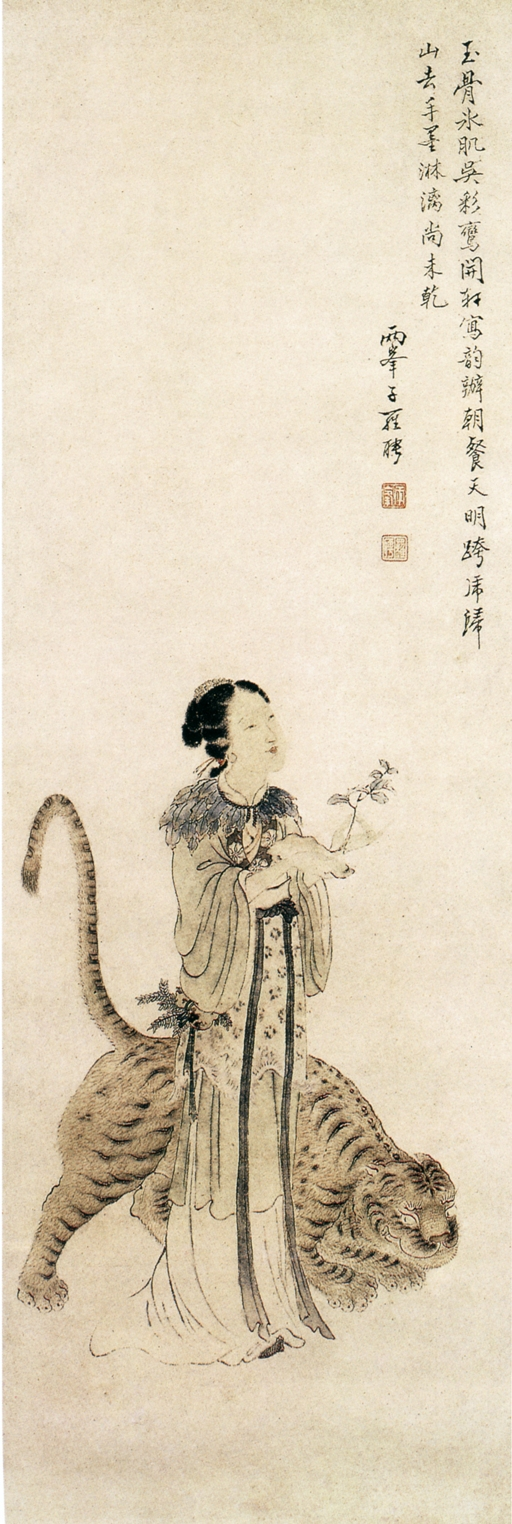
«Горная ведьма»

Ло Пинь был мастером портрета, также работал в жанре «цветы и птицы». Его специализацией были буддийские образы и цветы сливы.
Художник также нарисовал несколько картин под общим названием «Духи», на которых попросил известных людей оставить свои комментарии. Его «духи» выглядели жутко и странно, а сам сюжет, казалось, представлял собой сатиру на социальное зло того времени.
Изображая анатомически правильные скелеты людей, Ло Пинь, вероятно, был знаком с работами анатома Андреаса Везалия, чья работа о строении человеческого тела была опубликована в 1630 году в Китае.